# Mas-Grenier
 Mas-Grenier  es una población y comuna francesa, en la región de Mediodía-Pirineos, departamento de Tarn y Garona, en el distrito de Montauban y cantón de Verdun-sur-Garonne.

## Demografía
| 868 | 881 | 855 | 815 | 837 | 931 |
| Para los censos de 1962 a 1999 la población legal corresponde a la población sin duplicidades (Fuente: INSEE [Consultar]) |     |     |     |     |     |